# Dieter Zehentmayr
Dieter Zehentmayr (* 8. März 1941 in Salzburg; † 25. Jänner 2005 in Wien) war ein österreichischer Karikaturist.

## Leben
Er wuchs in Lustenau, Vorarlberg, auf und fertigte seit 1972 Karikaturen unter anderem für die NEUE Vorarlberger Tageszeitung, die Vorarlberger Nachrichten, Berliner Zeitung, Financial Times, den Kurier und den Standard, die er mit einem kleinen Vogel mit Hut signierte. Mit seinen Karikaturen war er auf den verschiedensten Ausstellungen präsent.
Er starb im Alter von 63 Jahren an Lungenkrebs in einem Wiener Krankenhaus und wurde am Wiener Zentralfriedhof begraben.

## Auszeichnungen
- 1984: Karl-Renner-Preis in Wien
- 1998: Preis der Akademie für Kommunikation in Stuttgart

## Publikationen
- Getuscht und gefedert. Fink’s Verlag, Bregenz 1984.
- Wechseljahre. Verlag Jugend und Volk, Wien 1988.
- Im Reich der Beamten. Verlag Jugend und Volk, Wien 1989.
- Endstation. Verlag Jugend und Volk, Wien 1990.
- Gezeichnet für’s Leben. Verlag Der Apfel 1997.
- Strich drunter. Die besten Cartoons der letzten 7 Jahre. Ueberreuter Verlag, Wien 2003, ISBN 3-8000-3985-0.